# Tumble and Fall
Tumble and Fall is een single van de Nederlandse band Johan. De single is afkomstig van hun tweede album Pergola en is door Excelsior Recordings uitgebracht op 25 juni 2001. Het nummer was na het nummer Pergola de tweede single van het album en was geschreven door zanger Jacob de Greeuw. Net als diverse andere nummers op het album Pergola, zijn de depressies die De Greeuw meemaakte, met name in de Vinex-wijk in Hoorn, inspiratie voor het nummer. Hetzelfde jaar werd het nummer door 3voor12 uitgeroepen als Song van het Jaar.

## Trivia
In de videoclip worden diverse tuinkabouters kapotgegooid, hetgeen media-aandacht opleverde toen het Tuinkabouterbevrijdingsfront opriep het album te boycotten.

## NPO Radio 2 Top 2000
| Nummer met noteringen in de NPO Radio 2 Top 2000 | '15  | '16  | '17  | '18  | '19  | '20  | '21  | '22  | '23  | '24  |
| ------------------------------------------------ | ---- | ---- | ---- | ---- | ---- | ---- | ---- | ---- | ---- | ---- |
| Tumble and Fall                                  | 1932 | 1824 | 1826 | 1450 | 1923 | 1912 | 1869 | 1941 | 1837 | 1377 |

1. ↑  Een vetgedrukt getal geeft de hoogste notering aan.
2. ↑  2015 was het eerste jaar met een notering voor dit nummer.